# Amt Jevenstedt
Het Amt Jevenstedt is een Amt in de Duitse deelstaat Sleeswijk-Holstein. Jevenstedt omvat tien gemeenten in de Kreis Rendsburg-Eckernförde. Het bestuur zetelt in Jevenstedt. In Westerrönfeld is een nevenvestiging.

## Deelnemende gemeenten
1. Brinjahe
2. Embühren
3. Haale
4. Hamweddel
5. Hörsten
6. Jevenstedt
7. Luhnstedt
8. Schülp b. Rendsburg
9. Stafstedt
10. Westerrönfeld

## Geschiedenis
Het Amtsbezirk Jevenstedt werd in 1889 gevormd uit de gemeenten Altenkattbek, Hörsten, Jevenstedt, Nienkattbek, Schülp b. Rendsburg, Schwabe en Westerrönfeld alsmede enkele delen die bestuurlijk tot dan tot de stad Rendsburg horden. In 1928 werd een deel van Westerrönfelds bij Rendsburg gevoegd. In 1947 werden alle Amtsbezirken vervangen door Ämter. In 1948 verliet Westerrönfeld het nieuwe Amt.
Bij de bestuurlijke herindeling in 1970 werden de Ämter Jevenstedt en Luhnstedt samengevoegd, waarbij tevens de gemeente Haale uit het voormalige Amt Lütjenwestedt werd gevoegd. In 1974 werden de gemeenten Altenkattbek, Nienkattbek en Schwabe opgeheven en bij de gemeente Jevenstedt gevoegd, terwijl in 2001 de gemeente Westerrönfeld opnieuw bij het Amt werd gevoegd.